# ایم سه-می
ایم سه-می (انگلیسی: Im Se-mi؛ زادهٔ ۲۹ مهٔ ۱۹۸۷) بازیگر سینما، و بازیگر اهل کره جنوبی است.
از فیلم‌ها یا برنامه‌های تلویزیونی که وی در آن نقش داشته‌است می‌توان به آقای آفتاب، لویی پادشاه خرید و زیبایی حقیقی اشاره کرد.